# (16073) Gaskin
(16073) Gaskin est un astéroïde de la ceinture principale.

## Description
(16073) Gaskin est un astéroïde de la ceinture principale. Il fut découvert le 9 septembre 1999 à Socorro (Nouveau-Mexique) par le projet LINEAR. Il présente une orbite caractérisée par un demi-grand axe de 2,24 UA, une excentricité de 0,14 et une inclinaison de 4,9° par rapport à l'écliptique.

## Compléments